# Bundes-Angestelltentarifvertrag
| Basisdaten                                               | Basisdaten                         |
| -------------------------------------------------------- | ---------------------------------- |
| Titel:                                                   | Bundes-Angestelltentarifvertrag    |
| Abkürzung:                                               | BAT                                |
| Unterzeichnung:                                          | 23. Februar 1961                   |
| Inkrafttreten:                                           | 1. April 1961                      |
| Letzte Änderung durch: 1)                                |                                    |
| Inkrafttreten der letzten Änderung: 1)                   |                                    |
| Außerkrafttreten:                                        | 1. Oktober 2005 / 1. November 2006 |
| 1) Bitte beachten Sie den Hinweis zur geltenden Fassung! |                                    |

Der Bundes-Angestelltentarifvertrag (BAT) regelte in Deutschland die Beschäftigungsbedingungen und die Bezahlung der meisten Angestellten im Öffentlichen Dienst.
Er galt vom 1. April 1961 bis zum 30. September 2005 für die Angestellten des Bundes und der Kommunen bzw. bis 31. Oktober 2006 für die Angestellten der Länder; in Hessen galt er noch bis 2009 und in Berlin bis 2010 (vgl. unten). Die Eingruppierungsregelungen galten bis zum Inkrafttreten von neuen Entgeltordnungen zum TVöD/TV-L auch danach weiter.

## Geschichte
Der Bundes-Angestelltentarifvertrag löste die zuvor gültige Tarifordnung A für Angestellte (TO.A) ab und war ein Tarifvertrag, den die öffentlichen Arbeitgeber (Bund, Länder und kommunale Arbeitgeber) und die Gewerkschaft Öffentliche Dienste, Transport und Verkehr (ÖTV, jetzt ver.di) 1961 abschlossen. Er war eine Sammelbezeichnung für den eigentlichen BAT, der ein Manteltarifvertrag war, sowie für Entgelttarifverträge, die jährlich neu verhandelt wurden. Es bestand jeweils ein Vertrag zwischen der ÖTV mit der Tarifgemeinschaft deutscher Länder und des Bundes (BAT Bund und Land), sowie mit der Vereinigung der kommunalen Arbeitgeberverbände (BAT VKA).
Anwendung fand der Tarifvertrag auch bei zahlreichen Dienstleistungsbetrieben sowie in Einrichtungen, die durch Privatisierung aus dem Kernbereich des öffentlichen Dienstes ausgegliedert wurden. Teilweise wurde folgende Formulierung verwendet: „Die Bezahlung erfolgt in Anlehnung an den Bundes-Angestelltentarifvertrag.“
In den neuen Bundesländern galt ein spezieller Bundes-Angestelltentarifvertrag mit reduzierter Vergütung, der BAT-Ost oder auch kurz BAT-O genannt wird.
Alle Tarifverträge im öffentlichen Dienst wie der BAT, BAT-O, MTArb, MT-Arb-O, BMT-G und BMT-GO wurden für Angestellte des Bundes und der Kommunen zum 1. Oktober 2005 durch einen einheitlichen Tarifvertrag für den öffentlichen Dienst (TVöD) ersetzt.
Für den Bereich der Landesangestellten wurde der BAT zum 1. November 2006 durch den Tarifvertrag für den öffentlichen Dienst der Länder (TV-L) ersetzt. Weiterhin wurde auch für einige andere Arbeitgeber des öffentlichen Dienstes (z. B. der Bundesagentur für Arbeit und der Deutschen Bundesbank) ein dem TVöD nachempfundener Tarifvertrag geschlossen. Für die Arbeitsagenturen ist dies beispielsweise der Tarifvertrag für die Arbeitnehmerinnen und Arbeitnehmer der Bundesagentur für Arbeit (TV-BA).
Hessen ist aus der Tarifgemeinschaft deutscher Länder (TdL) ausgetreten, daher galt dort zunächst weiterhin der BAT bzw. der MTArb. In Hessen gilt seit dem 1. Januar 2010 der Tarifvertrag für den Öffentlichen Dienst des Landes Hessen (TV-H), der sich am TV-L orientiert. In Berlin, das in den 1990er Jahren aus der TdL ausgeschlossen worden war, wurde der TV-L stufenweise bis Januar 2011 eingeführt (für Lehrkräfte zum 1. September 2008, für die Humboldt-Universität zum 1. April 2010, für die anderen Beschäftigten des Landes Berlin zum 1. November 2010 und für die Beschäftigten der anderen Hochschulen zum 1. Januar 2011 (siehe TV-L Berliner Hochschulen).

## Entgeltstruktur des BAT

### Vergütungsgruppe
Je nach Tätigkeitsfeld wurde ein Mitarbeiter bei der Einstellung in eine bestimmte Vergütungsgruppe eingeordnet; meist wurde eine Stelle bereits für eine bestimmte Vergütungsgruppe ausgeschrieben. Die Vergütungsgruppe bestimmte wesentlich die Höhe des Gehalts.
Die Eingruppierung in eine Vergütungsgruppe war, abhängig von den Merkmalen einer Stelle, im Abschnitt Eingruppierung des BAT geregelt. Die Entgeltgruppen des BAT wurden mit den römischen Ziffern X (niedrigste) bis I (höchste) bezeichnet, teilweise mit angehängtem a, b oder c (etwa BAT IIa). Außerdem gab es spezielle Vergütungsgruppen für Angestellte im Pflegedienst, die mit Kr. I bis Kr. XIII bezeichnet wurden, dazu die Vergütungsgruppe Kr. Va. Anders als bei den normalen BAT-Entgeltgruppen war Kr. I die niedrigste, nicht die höchste Vergütungsgruppe.
Die Vergütungsgruppe entsprach etwa der Besoldungsgruppe bei Beamten und der Entgeltgruppe im Tarifvertrag für den öffentlichen Dienst.

### Grundgehalt
Teil des BAT waren Vergütungstabellen, die abhängig von Vergütungsgruppe und erreichter Stufe ein Grundgehalt angaben. Aufgrund der Stufen steigerte es sich unabhängig von der Leistung mit dem Alter und war der wichtigste Teil der Vergütung. Dieses Grundgehalt wurde auch Grundvergütung oder Tabellenvergütung genannt. Weitere Zulagen gab es nach BAT I nicht bzw. waren diese nicht gesondert hervorzuheben.
Es reichte von etwa 945 Euro in der Vergütungsgruppe X bei einem Alter von 21 Jahren bis etwa 4.970 Euro bei einem Alter von 49 Jahren in der Vergütungsgruppe I (Stand: 2006). Inflationsbereinigt entspricht dies heute 1.361 Euro bzw. 7.157 Euro.
Gemäß dem im August 2006 in Kraft getretenen Allgemeinen Gleichbehandlungsgesetz (AGG) ist die direkt vom Alter abhängige Höhe der Bezahlung jüngeren Mitarbeitern gegenüber eine unzulässige Diskriminierung. Betroffene, die rechtzeitig Nachzahlungsansprüche angemeldet hatten oder noch nach BAT bezahlt wurden, hatten Anspruch auf Vergütung nach der höchsten Lebensaltersstufe, ggf. im Rahmen der Ausschlussfrist von sechs Monaten auch rückwirkend.

### Ortszuschlag
Aufgestockt wurde das Grundgehalt durch einen Ortszuschlag, der sich entgegen seinem Namen nicht nach dem Wohn- oder Dienstort, sondern nach dem Familienstand und der Zahl der Kinder richtete. Er wurde bundesweit einheitlich in drei Klassen berechnet: ledig, verheiratet/verpartnert und ein Kind. Bei mehr als einem Kind konnte sich der Ortszuschlag durch eine weitere Zulage erhöhen.
Ortszuschlag nannte sich auch ein Bestandteil der Besoldung der Beamten. Er wurde später in Familienzuschlag umbenannt.

### Weitere Zulagen
Weitere Zulagen waren die allgemeine Zulage, das Urlaubsgeld, das Weihnachtsgeld (im BAT als Sonderzuwendung oder einfach Zuwendung bezeichnet) und Zulagen für bestimmte Berufsgruppen, beispielsweise für Sonntags- oder Nachtarbeit sowie Trennungsgeld.